# Тіазидоподібний діуретик
Тіазидоподібний діуретик — це сульфаніламідний діуретик, який має фізіологічні властивості, подібні до тіазидного діуретика, але не має хімічних властивостей тіазиду, не має молекулярної структури бензотіадіазину. Приклади включають метолазон, хлорталідон та індапамід.